# Saïd Taghmaoui

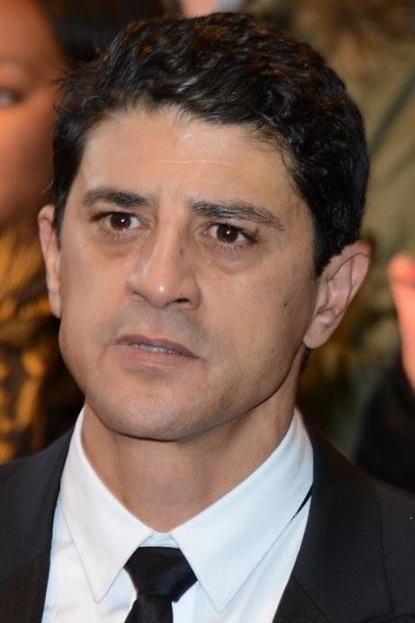
Saïd Taghmaoui 2014 bei der französischen Premiere von American Hustle

Saïd Taghmaoui (* 19. Juli 1973 in Villepinte) ist ein französisch-US-amerikanischer Schauspieler.

## Biografie
Saïd Taghmaoui wurde in einer großen Familie mit neun Geschwistern groß und wuchs in einem Vorort von Paris auf; er hat marokkanische Wurzeln. Er verließ die Schule, um Boxer zu werden.
Später lernte er Mathieu Kassovitz kennen und schrieb zusammen mit ihm den Film Haß. Der Film, in dem Taghmaoui eine der Hauptrollen spielt, thematisiert den Rassismus und die Gewalt, ausgelöst durch interethnische Konflikte, in den französischen Vorstädten. Saïd Taghmaoui wurde im Jahr 1996 für seine Rolle in Haß für einen César als „Der vielversprechendste Schauspieler“ nominiert.
Seit 2008 besitzt Taghmaoui neben seiner französischen auch die US-amerikanische Staatsbürgerschaft.
2018 wurde er in die Academy of Motion Picture Arts and Sciences berufen, die jährlich die Oscars vergibt.

## Filmografie (Auswahl)
- 1994: Frères: La roulette rouge
- 1995: J’aime beaucoup ce que vous faites
- 1995: Soif d’en sortir (Trop libre pour toi, Fernsehfilm)
- 1995: Haß (La haine)
- 1996: La Bougeotte (Fernsehfilm)
- 1996: Elvis Aziz (Fernsehfilm)
- 1997: Go for Gold!
- 1997: Les Fantômes du samedi soir
- 1997: L’Albero dei destini sospesi (Fernsehfilm)
- 1997: Héroïnes
- 1998: Die Gärten Eden (I Giardini dell’Eden)
- 1998: Onorevoli detenuti
- 1998: Marrakesch (Hideous Kinky)
- 1999: Prima del tramonto
- 1999: Three Kings – Es ist schön König zu sein (Three Kings)
- 1999: Urlaub im Orient – Und niemand hört dein Schreien (Fernsehfilm)
- 1999: La Taule
- 2000: Uneasy Rider
- 2000: Ali Zaoua, Prinz der Straße (Ali Zaoua prince de la rue)
- 2000: Zimmer gesucht (Room to Rent)
- 2001: G@mer (Gamer, Fernsehfilm)
- 2001: Confession d’un dragueur
- 2001: Absolument fabuleux
- 2001: Le Petit Poucet
- 2002: Vivante
- 2002: Der Dieb von Monte Carlo (The Good Thief)
- 2002: Break of Dawn (Entre chiens et loups)
- 2003: Crime Spree – Ein gefährlicher Auftrag (Crime Spree)
- 2004: Spartan
- 2004: Hidalgo – 3000 Meilen zum Ruhm (Hidalgo)
- 2004: I Heart Huckabees
- 2005: El Khoubz el hafi (Fernsehfilm)
- 2006: Ô Jérusalem
- 2006: Five Fingers
- 2006: Sleeper Cell (Fernsehserie, 3 Folgen)
- 2008: Drachenläufer (The Kite Runner)
- 2008: 8 Blickwinkel (Vantage Point)
- 2008: Traitor
- 2008: Die Husseins: Im Zentrum der Macht (House of Saddam, Miniserie)
- 2008: Mogadischu
- 2009: Lost (Fernsehserie, 4 Folgen)
- 2009: G.I. Joe – Geheimauftrag Cobra (G.I. Joe: The Rise of Cobra)
- 2009: Linear
- 2010: Djinns – Dämonen der Wüste (Djinns)
- 2011: Conan
- 2012: Strike Back (Fernsehserie, 2 Folgen)
- 2013: Touch (Fernsehserie, 10 Folgen)
- 2013: American Hustle
- 2014: The Missing (Fernsehserie, 8 Folgen)
- 2017: Wonder Woman
- 2017: Ballers (Fernsehserie, eine Folge)
- 2019: John Wick: Kapitel 3 (John Wick: Chapter 3 – Parabellum)
- 2020: Embattled
- 2021: Denen man vergibt (The Forgiven)
- 2023: The Family Plan
- 2024: The Killer